# 27 Dywizja Strzelecka (ZSRR)
27 Dywizja Strzelecka (ros. 27-я стрелковая дивизия) – związek taktyczny piechoty Armii Czerwonej.

## Formowania i walki
Sformowana w 1918, jej pełna nazwa to 27 Omska Dywizja Piechoty im. Proletariatu Włoskiego. W czasie wojny domowej w walkach 27 Dywizji Strzeleckiej przeciw oddziałom kołczakowców karierę wojskową rozpoczął Rodion Malinowski. W 1934 roku w 27 Pułku Artylerii należącym do 27 Dywizji Strzeleckiej służył Iwan Jakubowski, późniejszy marszałek Związku radzieckiego. Sformowana w Zachodnim Specjalnym Wojennym Okręgu brała udział w agresji na Polskę w składzie 4 Korpusu Strzeleckiego. 
Od 22 czerwca 1941 pod dowództwem gen. mjra Aleksandra Stiepanowa w składzie 4 Korpusu Strzeleckiego, 3 Armii Frontu Zachodniego walczyła przeciw armii niemieckiej atakującej Związek Radziecki. Oficjalnie rozformowana 19 września 1941. Po sformowaniu ponownym 25 września 1941 jej szlak bojowy prowadził m.in. przez: Wyszków, Serock i Toruń, a zakończył się pod Trzebiatowem.

## Dowódcy dywizji
- Stiepan Wostriecow
- Kuźma Podłas[1].
- gen. mjr Aleksandr Stiepanow[4] (01.05.1940 - 31.08.1941)
- gen. mjr Gieorgij Kozłow (24.09.1941 - 08.08.1942)
- płk Eugeniusz Korszunow (09.08.1942 - 09.05.1945)[6]

## Struktura organizacyjna
- 132 Pułk Strzelecki
- 239 Pułk Strzelecki
- 345 Pułk Strzelecki
- 53 Pułk Artylerii
- 75 Pułk Artylerii,
- dywizjon przeciwpancerny
- dywizjon artylerii przeciwlotniczej
- batalion rozpoznawczy
- batalion saperów
- inne służby.